# Bouygues
Bouygues – francuska grupa przemysłowa założona w 1952 roku przez Francisa Bouygues i od 1989 kierowana przez jego syna, Martina Bouygues. Pod koniec roku 2022 grupa Bouygues miała swoje siedziby w 81 krajach i liczyła ponad 200 tysięcy pracowników. Grupa Bouygues jest europejskim i światowym liderem w obszarach takich jak budownictwo, energetyka, infrastruktura transportowa, media i telekomunikacja. .

## Grupa Bouygues
Grupę Bouygues tworzą (2011):
Budownictwo:
- Bouygues Construction (100%) – budownictwo, roboty publiczne, elektryczność, usługi
- Bouygues Immobilier (100%) – Działalność deweloperska (budownictwo mieszkaniowe, biurowe…).
- Colas (96,5%) – budowa i utrzymanie dróg

Media:
- TF1 (43,6%) – Grupa audiowizualna, do której należy 100% udziałów TF1, Eurosport, LCI, TV Breizh, Odyssee, Histoire, Ushuaia TV 80%, TMC 50%, TF6, SerieClub i 34,3% bezpłatnej prasy Metro

Telekomunikacja:
- Bouygues Telecom (89,5%) – operator telefonii komórkowej, stacjonarnej, TV i Internetu, trzeci pod względem liczby klientów operator we Francji

Energia – Transport
- Alstom (30,7%) – transport kolejowy, produkcja i przesył energii

## Akcjonariat
- 21,1% (29,6% głosów) SCDM (Martin i Olivier Bouygues)
- 23,3% (28,1% głosów) Pracownicy
- 19,5% (16,5% głosów) Inni akcjonariusze francuscy
- 36,1% (25,8% głosów) Akcjonariusze zagraniczni

## Najważniejsze konstrukcje przedsiębiorstwa Bouygues
- stadion Parc des Princes,
- terminal 2 lotniska Roissy
- łuk w dzielnicy la Défense,
- Biblioteka Narodowa Francji,
- Stadion Stade de France,
- meczet Hassana II w Casablance
- pałac kongresowy w Hongkongu,
- renowacja Mekki,
- Parlament Europejski w Strasburgu,
- Tunel pod kanałem La Manche,
- Metro w Sydney w Australii,
- Sala Widowiskowo-Sportowa ARENA w Budapeszcie na Węgrzech

## Realizacje przedsiębiorstwa Bouygues w Polsce
- Centra handlowe Auchan w Katowicach w 2000 roku (Bouygues Construction), w Żorach, Bielsku – Białej, w Częstochowie i Szczecinie w 2001 roku (Bouygues Construction).
- Centrum handlowe Wola Park w latach 2001–2002 (Bouygues Construction).
- Obwodnica Gniezna w 2006 roku (Colas)i droga 2x3 pasy do Poznania w 2002 roku (Colas)